# Condado de Union (Illinois)
O Condado de Union é um dos 102 condados do Estado americano de Illinois. A sede do condado é Jonesboro, e sua maior cidade é Jonesboro. O condado possui uma área de 1 093 km² (dos quais 15 km² estão cobertos por água), uma população de 18 293 habitantes, e uma densidade populacional de 17 hab/km² (segundo o censo nacional de 2000). O condado foi fundado em 2 de janeiro de 1818.